# Александар Стојановић (спортски коментатор)
Александар Стојановић је српски новинар, спортски коментатор и телевизијски водитељ. Препознатљив је по надимку Аца Информација.

## Каријера
Стојановић је медијску каријеру започео 1993. године у раним студентским данима, у програму Радио Индекса. Након годину дана у овом медију, преселио се у редакцију спортског недељника „Темпо”, где је учио основе спортског журнализма. Прешавши на БК Телевизију, 1995. године, Стојановић је преносио и коментарисао утакмице италијанске, шпанске и енглеске Премијер лиге, а пажњу гледалаца скренуо је по статистикама и информацијама о играчима. Студије је привео крају 1998. године, када је стекао звање дипломираног економисте са високом просечном оценом.
Након десет година проведених на претходном послу, Стојановић је приступио редакцији медијске куће Б92, а поред сталног ангажмана, појављивао се као гост-новинар и у другим медијима где се то није преплитало са интересима матичне куће. Из тог периода издвајају се његови текстови за лондонски лист Гардијан (енгл. The Guardian), односно француски часопис La Provence Marsielle. Ту се задржао све до преласка на Радио-телевизију Србије.
Стојановић је осмислио и водио више емисија спортске тематике на РТС-у, попут Стоп! Спорт!, У мојим патикама, У сусрет Светском првенству...
У фебруару 2018. године, Стојановић је изабран за једног од водитеља осме по реду Беовизије, заједно са колегиницама Драганом Косјерином и Кристином Раденковић, односно колегом Бранком Веселиновићем.
Након неколико утакмица Фудбалске репрезентације Србије у квалификацијама за Европско првенство 2024, које није коментарисао, медији су пренели да је Стојановић узео десет месеци неплаћеног одсуства.

## Начин интерпретације
После осам година репрезентација Србије постиже гол на Светском првенству. Забија га Александар Коларов! [Sic]

—Александар Стојановић, пренос утакмице између Костарике и Србије на Светском првенству 2018. године у Русији
Стојановић се профилисао превасходно као коментатор фудбалских догађаја, а посебну пажњу посвећивао је уводима утакмица, за које најчешће текст припремао унапред. Поред тога, Стојановић за време трајања утакмица интензивно коментарише важније моменте, док паузе у игри користи за нешто опширније описивање актера утакмице и догађаја који су индиректно повезани са истом. Неке од његових изјава, које су забележене током телевизијских преноса, постале су предмет пошалица гледалаца и као такве неретко су цитиране на интернету. Приликом преноса финалне утакмице Светског првенства у фудбалу за узраст до 20 година старости, 2015. године, Стојановић је емотивно пропратио погодак репрезентације Србије за победу над селекцијом Бразила. Након Светског првенства у фудбалу 2018, Стојановић је прекинуо праксу најављивања утакмица, што је објаснио личним разлозима.

## Критике
Стојановићев начин вођења преноса, односно коментарисања спортских догађаја, а превасходно фудбала, неретко је предмет критике гледалаца и некадашњих колега. Бивши фудбалски коментатор, Милојко Пантић, говорећи о млађим колегама апострофирао је Стојановића као некога ко „има жицу за репортера”, али му и замерио то да је скромног фудбалског знања. Звонко Михајловски, такође некадашњи коментатор, у свом запажању изнео је критике на рачун модерног начина коментарисања утакмица у коме је заступљено доста детаља невезаних за саме догађаје на терену. Стојановић је био мета критике Данила Икодиновића, који је изнео низ негативних коментара на његов рачун преко друштвене мреже Твитер, услед незадовољства изазваног начином Стојановићевог коментарисања ватерполо утакмице. Гостујући у емисији код Ивана Ивановића, након Европског првенства у фудбалу 2012, Драган Ђилас је изнео мишљење да спортски новинари не раде добро свој посао. Новинар Нове српске политичке мисли, Марко Радовановић, односно драматург Димитрије Војнов, стали су у одбрану Стојановићу, образлажући у својим ауторским текстовима његов начин рада и разлике између савремених и некадашњих коментатора. Сам Стојановић је положај савремених коментатора окарактерисао повлашћеним у односу на старије колеге, услед развоја опреме и модерних технологија. Гојко Андријашевић је оценио да Стојановић жели да буде већи од самог догађаја који преноси и да су подаци и статистике које Стојановић наводи углавном сувишни.

## Остали пројекти
Средином 2016. карикатура Стојановићевог лика нашла се у колекцији налепница за мобилну апликацију Вајбер, чији је аутор Марко Сомборац. Глумац Владимир Ковачевић снимио је имитацију интервјуа Александра Стојановића са Немањом Видићем, за потребе емисије Вече са Иваном Ивановићем. У 1229. епизоди хумористичке серије Државни посао, под називом Лига шампиона, Стојановић се појавио као специјални гост.

### Филмографија
| Год.  | Назив         | Улога |
| ----- | ------------- | ----- |
| 2019. | Државни посао | лично |

## Приватно
Гостујући код Зорана Кесића у емисији Фајронт република, Стојановић је рекао да је коментатор постао због своје жеље да се у нечему докаже, будући да није био изразито добар студент. Према писању неких медија, Стојановић је неко време, током рада на Телевизији БК, провео у вези са колегиницом Наташом Миљковић. Пар се разишао након више месеци, а Наташа је, касније, изјавила да су остали у добрим пријатељским односима.
Стојановић је познат по разним надимцима. Први који је добио био је „Аца Енглез” будући да је дуго преносио утакмице Премијер лиге Енглеске. Међутим, најпознатији је по надимку „Аца Информација”, који је добио због живописног начина коментарисања утакмица. Крагујевчанин Страхиња Ћаловић овај псеудоним користи при постављању духовитих коментара на друштвеним мрежама, а као пандан Стојановићу.